# 住吉神社 (白岡市)
住吉神社（すみよしじんじゃ）は、埼玉県白岡市の神社。

## 歴史
1596年（慶長元年）に創建された。下大崎村の鎮守であったが、多くの神々の中から何故住吉三神を勧請したのかは不明である。隣には曹洞宗の全龍寺があり、別当寺だった可能性があるが、江戸時代後期の地誌『新編武蔵風土記稿』には、別当寺の記述は特にない。
1873年（明治6年）、近代社格制度に基づく「村社」に列せられ、1907年（明治40年）の神社合祀により、周辺の4社が合祀された。

## 文化財
- 下大崎住吉神社の奉納絵馬（白岡市指定文化財 昭和55年11月1日指定）[3]

## 交通アクセス
- 路線バス下大崎停留所より徒歩1分。